# Baqa al-Gharbiyye
Baqa al-Gharbiyye (Hebreeuws: באקה אל-גרבייה, Arabisch: باقة الغربية, letterlijk: Baqa-West) is een, sinds de Arabisch-Israëlische Oorlog van 1948 Israëlische stad gelegen in het district Haifa, dicht bij de Groene Lijn. De stad maakt deel uit van de zogeheten Driehoek. Aan de Palestijnse zijde van de grens ligt buurdorp Baqa ash-Sharqiyya (Baqa-Oost).
In 2016 had Baqa al-Gharbiyye 28.526 inwoners. De bevolking bestaat vrijwel uitsluitend uit Palestijnse Israëliërs met een moslimachtergrond.

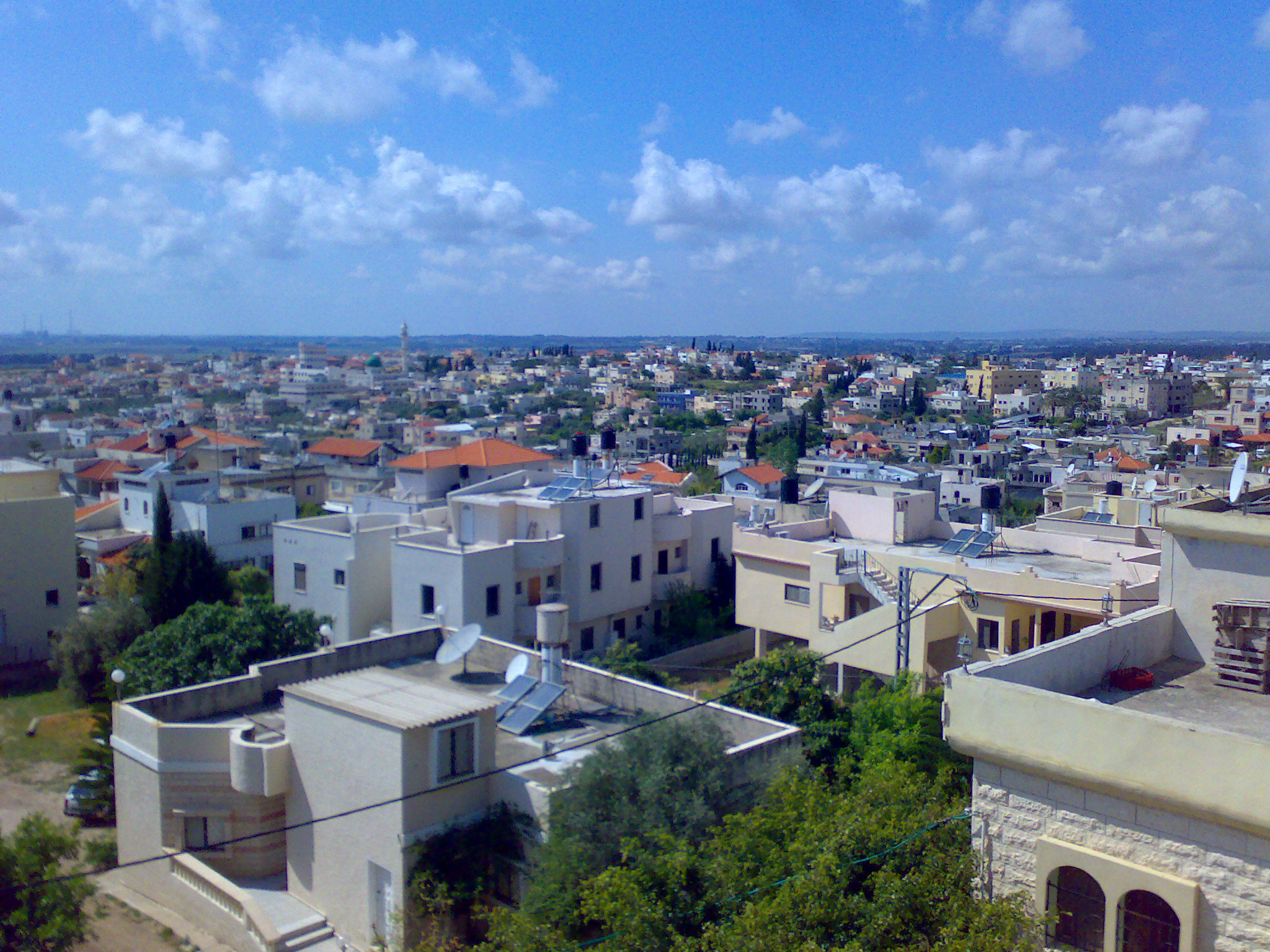
Zicht op Baqa al-Gharbiyye in 2007

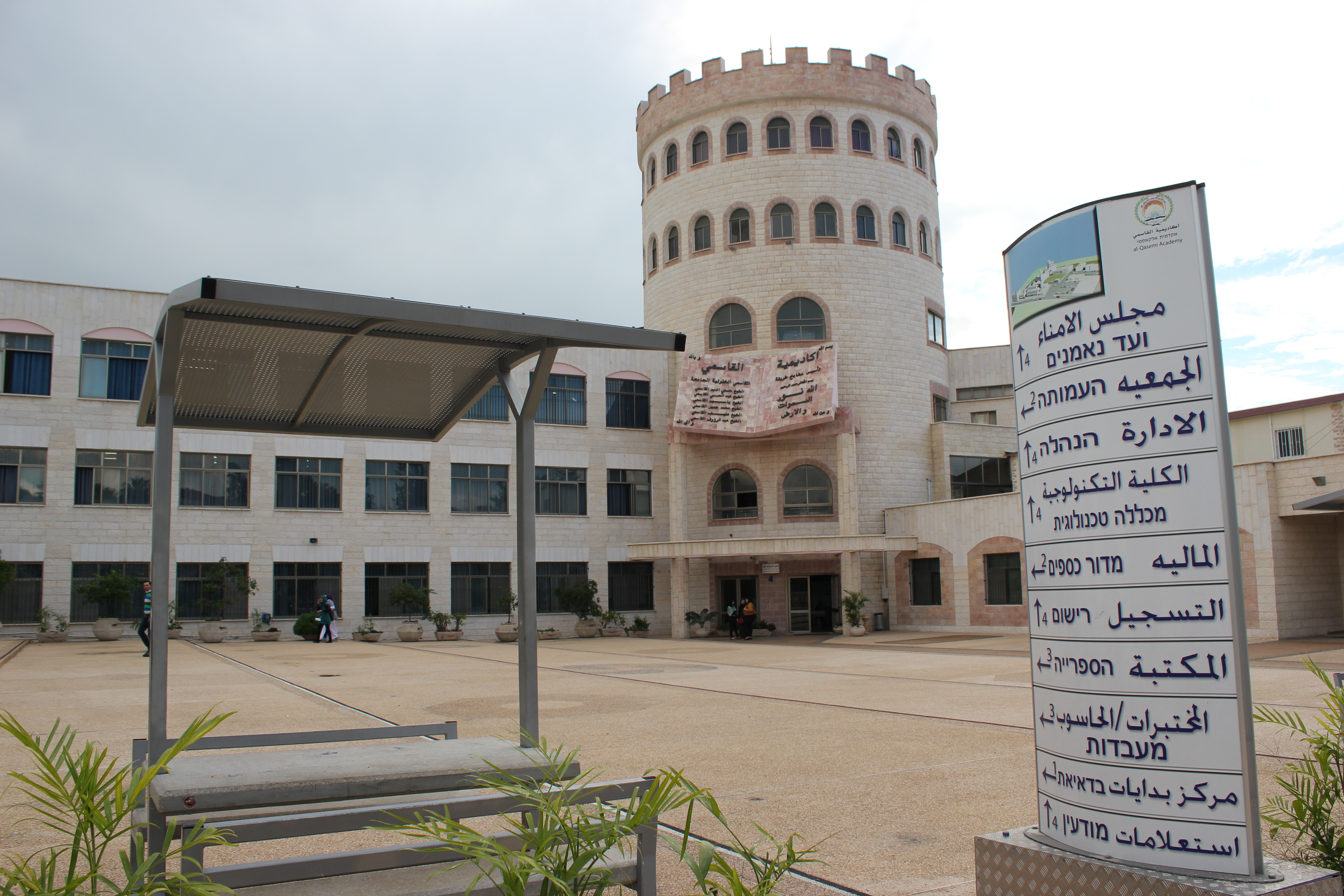
Academisch college Al-Qasemi

## Geschiedenis
Baqa al-Gharbiyye verkreeg in 1996 de status van een stad. In 2003 werd Baqa al-Gharbiyye samengevoegd met het dorp Jatt tot de fusiegemeente Baqa-Jatt. In 2010 werd deze fusie echter ongedaan gemaakt, waarna Baqa al-Gharbiyye zelfstandig verder ging.
In april en juni 2008 werd door toenmalig Israëlisch minister van Buitenlandse Zaken Tzipi Livni een grondruil voorgesteld aan Mahmoud Abbas, president van de Palestijnse Autoriteit. Livni stelde voor de grens te wijzigen zodat een aantal Palestijns-Israëlische gemeenschappen, waaronder Baqa al-Gharbiyye, aan de Palestijnse zijde zou komen te liggen. Door de Palestijnen werd dit voorstel verworpen.

## Geboren
- Raleb Majadele, politicus
- Faras Hamdan (1910-1966), politicus